# Lalyocoris
Lalyocoris is een geslacht van wantsen uit de familie van de Miridae (Blindwantsen). Het geslacht werd voor het eerst wetenschappelijk beschreven door Linnavuori in 1993.

## Soorten
Het genus is monotypisch en bevat alleen de volgende soort:

- Lalyocoris minutissimus (Linnavuori, 1975)